# Filippo del Carretto
Filippo del Carretto Conte di Camerano (Camerano, 5 settembre 1758 – castello di Cosseria, 13 aprile 1796) è stato un militare italiano, che si distinse durante il corso delle guerre rivoluzionarie francesi, dapprima come comandante del 1º Corpo franco, e poi alla testa del 3º Battaglione granatieri nelle strenua difesa del castello di Cosseria (13-14 aprile 1796).

## Biografia
Nacque il 5 settembre 1758 a Camerano, all’interno di una famiglia tra le principali del Piemonte e della Liguria, direttamente discendente dai medievali marchesi di Savona. Iniziò la carriera delle armi all’età di diciassette anni, entrando nell'Armata Sarda, studiando tattica militare in Prussia sotto Federico il Grande. La sua carriera tuttavia subì un grave intoppo all'inizio del 1781. A quell’epoca il suo reggimento si trovava di guarnigione a Torino, e qui egli conobbe Carlotta, figlia del conte francese Louis de Lamezan-Saeins, e innamoratosene perdutamente fu subito ricambiato con altrettanta passione. Sia la sua famiglia che quella della giovane frenarono quest'amore giovanile, nonostante la ragazza aspettasse, lasciano intendere alcuni cronisti e riferiscono alcuni storici, un bambino (l'unico figlio, Filippo Giuseppe, nacque poi il 28 novembre 1781). Il 3 aprile la coppia fuggì da Torino, con l'intenzione di nascondersi, inizialmente, a Milano. Il passo era grave per entrambi, ma per un ufficiale senza licenza né congedo era molto pericoloso, trasformandosi un'assenza non autorizzata in diserzione. Nel giorno stesso della fuga re Vittorio Amedeo III, per evitare ripercussioni irreparabili a un giovane che gli era caro, ordinò che egli fosse congedato dall'esercito. Le nozze ufficiali, con autorizzazione e benedizione dei genitori, vennero celebrate nel giugno 1781, ed egli si trasformò in un gentiluomo di campagna.

### L'invasione francese e l'epopea di Cosseria

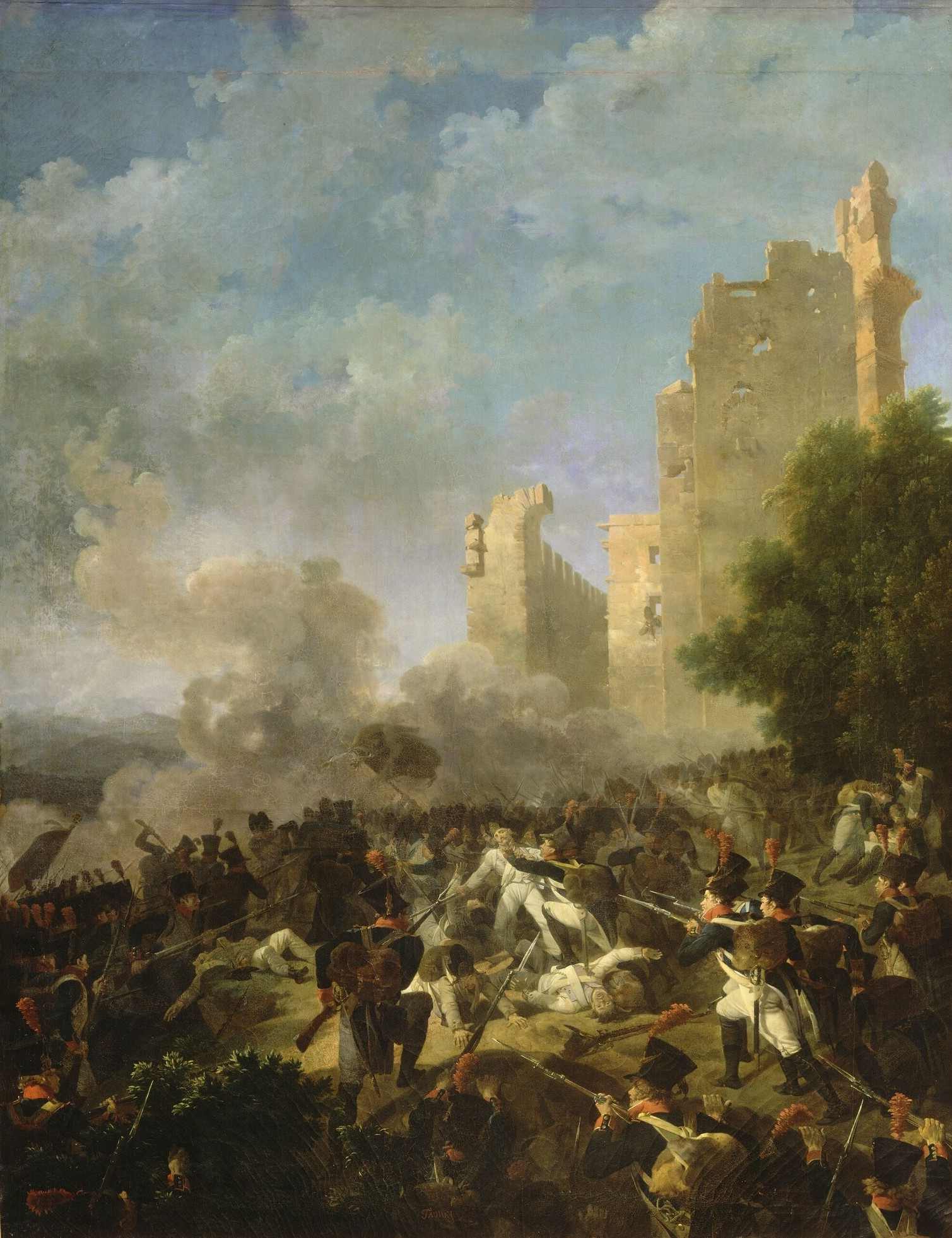
Attacco delle truppe francesi al castello di Cosseria, 13 aprile 1796. Dipinto di Nicolas-Antoine Taunay (1755-1830) conservato alla Reggia di Versailles.

Nel 1792, di fronte all'aggressione franco-giacobina il regno di Sardegna arruolò tutti i soldati disponibili per difendere i propri confini dalle armate francesi. Filippo del Carretto chiese ed ottenne di essere subito reintegrato in servizio: il re Vittorio Amedeo III accolse la sua istanza nominandolo aiutante di campo del generale d'armata de Lazary. Quando, all'inizio del 1793, furono costituiti i corpi franchi, formati sia con disertori francesi e piemontesi, gli fu assegnato il compito di costituire e comandare il primo corpo franco, destinato a divenire leggendario e a coprirsi di gloria.
Durante la cosiddetta "Guerra delle Alpi" fu sempre in prima linea, ricevendo numerose ferite. Nei combattimenti dell'8 giugno 1793 fu colpito da una palla di moschetto nella coscia destra e da una nella sinistra, e i suoi soldati, lo portarono a spalla di colle in colle per non farlo cadere prigioniero del nemico.
Egli riprese servizio con le ferite non ancora rimarginate, e fu protagonista di molti scontri e successi, tanto che il 26 novembre entrò a far parte dello stato maggiore. Il riacuirsi delle ferite non gli consentiva di reggere alle fatiche fisiche che il corpo franco, con i rapidissimi movimenti a piedi, implicava, e nel dicembre 1793 il re Vittorio Amedeo III lo volle quale proprio aiutante di campo. L'anno seguente si segnalò a Ponte di Nava e nel coprire la ritirata del d'Argenteau su Ceva. Nella campagna del 1795 rimase di nuovo ferito alla gamba sinistra mentre organizzava a Vado le truppe in linea di battaglia, ma non abbandonò neanche il posto, sino a che non ebbe terminato il proprio compito e si ritirò nelle retrovie solo quando ne ricevette l'imposizione tassativa dal comandante in capo in persona. 
Ancora una volta non attese la guarigione e alla battaglia di Loano del 23 novembre fu ferito allo stomaco e, ciò nonostante, "non lasciò il campo di battaglia per farsi curare se non quando vide scemato il fuoco da una parte e dall'altra". Quattro giorni dopo "négligeant sa blessure et les fatigues qui l'avaient abimé" era di nuovo in prima linea.
Sul finire del marzo 1796 assunse il comando del 3º Battaglione granatieri, e dopo la battaglia di Cosseria si trincerò sulle rovine del castello con 569  dei suoi uomini. Il 13 aprile al generale di brigata Pierre Banel, che gli intimava la resa, rispose in francese Sachez que vous avez à faire aux grenadiers piemontais, qui ne se rendent jamais!, ma fu colpito a morte da un colpo di fucile nel successivo assalto, morendo insieme alla maggior parte dei suoi uomini. La moglie non si risposò; il figlio, ufficiale nel Reggimento fanteria "Asti", morì senza discendenza e fu l'ultimo rappresentante del ramo dei marchesi di Camerano che finirono con lui.

### Annotazioni
1. ↑  La famiglia di Filippo del Carretto di Camerano aveva alle spalle solide tradizioni militari. Il padre fu colonnello di cavalleria e poi governatore del forte di Fenestrelle, mentre il fratello Leopoldo, di circa quattro anni più vecchio, fu tenente colonnello di fanteria e poi governatore del forte della Consolata a Demonte, e si era distinto in guerra in molte occasioni. Lo zio paterno fu generale e viceré di Sardegna.
2. ↑  Alcune fonti riferiscono dopo essersi sposati.
3. ↑  Le fonti storiche non forniscono al riguardo una visione univoca.
4. ↑  Ad essi si prometteva completo indulto se cessavano di servire la Francia rivoluzionaria.
5. ↑  Oltre al suo comandante, al capitano tenente De Bonneau (un emigrato francese che si distinse per il suo straordinario coraggio), ogni singolo soldato di esso si batté con furia disperata perché, in caso di sconfitta o cattura, non poteva attendersi clemenza dai soldati dell’esercito repubblicano.
6. ↑  Secondo quanto scritto dal generale Birago di Vische (che, giovanissimo aveva servito sotto di lui)  Del Carretto poteva disporre di essi "come di cosa sua".
7. ↑  Si sa da fonte austriaca che "non si tirò una fucilata né ci fu un posto minacciato" senza che egli fosse presente e in prima linea.
8. ↑  Si trattava degli appartenenti a 3° Battaglioni di granatieri piemontesi, e ai Reggimenti di fanteria Monferrato, Susa e della Marina.
9. ↑  Quel giorno era già sfuggito alla morte grazie al sacrificio di un suo contadino, che gli aveva fatto scudo con il proprio corpo.

### Fonti
1. 1 2 3 4 5 6 7  Dizionario biografico universale: contenente le notizie più importanti sulla vita degli uomini celebri. Vol.1, 1840, p. 873.
2. 1 2 3 4 5  Amoretti, Mola di Nomaglio 1996, pp. 85-96.
3. 1 2  Ilari, Shamà 2008, p. 184.
4. ↑  Carducci 1908, p. 37.
5. ↑  Carducci 1908, p. 40.
6. 1 2 3  Carducci 1908, p. 23.
7. 1 2  Carducci 1908, p. 24.
8. 1 2  Carducci 1908, p. 25.
9. ↑  Carducci 1908, p. 26.